# Saint-Gilles-les-Bois
Saint-Gilles-les-Bois is een gemeente in het Franse departement Côtes-d'Armor (regio Bretagne) en telt 406 inwoners (2005). De plaats maakt deel uit van het arrondissement Guingamp.

## Geografie
De oppervlakte van Saint-Gilles-les-Bois bedraagt 9,4 km², de bevolkingsdichtheid is 43,2 inwoners per km².
De onderstaande kaart toont de ligging van Saint-Gilles-les-Bois met de belangrijkste infrastructuur en aangrenzende gemeenten.

## Demografie
Onderstaande figuur toont het verloop van het inwonertal (bron: INSEE-tellingen).

1. ↑  Populations de référence 2022.